# Campo de Tarrafal
La Colonia Penal de Tarrafal, también llamado Campo de Tarrafal o Campo de Concentración de Tarrafal, fue un campo de concentración de prisioneros políticos situado en la aldea de Chão Bom en el término municipal de Tarrafal, en la Isla de Santiago (Cabo Verde). El campo de prisioneros fue establecido por el gobierno portugués del Estado Novo acorde al Decreto-Ley n.º 26 539, de 23 de abril de 1936.
El 18 de octubre de 1936 partieron de Lisboa los primeros 152 detenidos, entre los cuales se encontraban los participantes en la Gran Marina (37) del 18 de enero de 1934 y los marineros que tuvieron participación en la Revuelta de los Marineros ocurrida a bordo de navíos de guerra en el río Tajo el 8 de septiembre de 1936. La colonia penitenciaria comenzó a funcionar el 29 de octubre de 1936, con la llegada de los primeros prisioneros.

## Objetivos

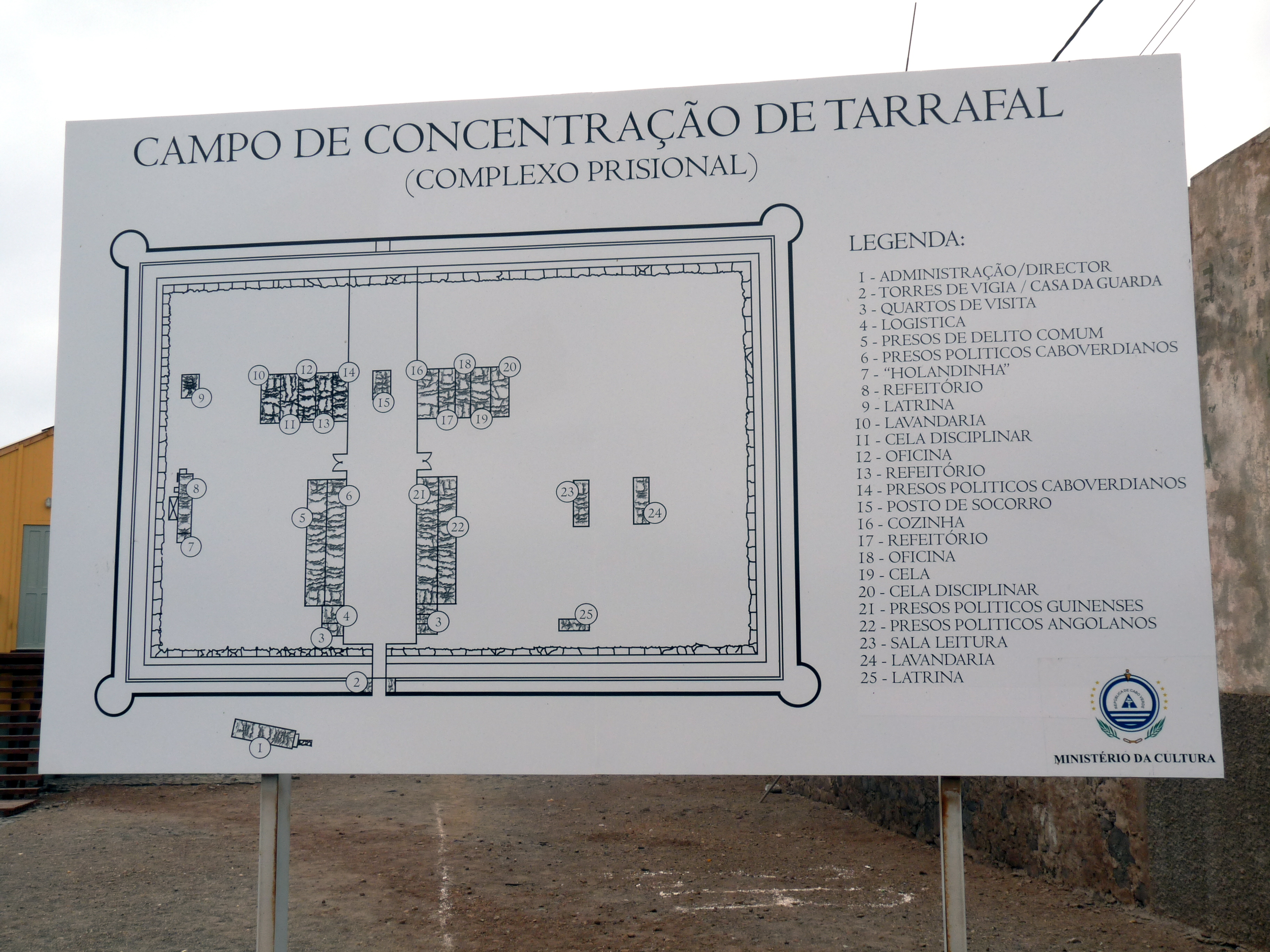
Mapa del campo de concentración

El Estado Novo, bajo la excusa de la reorganización de los establecimientos penitenciarios, al crear este campo pretende conseguir dos objetivos vinculados: llevar fuera de la metrópoli a los presos más problemáticos, y por medio de este centro de prisión, enviar un mensaje de represión, de que ésta sería llevada al extremo.
Esta visión se encuentra claramente definida en los primeros párrafos del Decreto-Ley n.º 26 539, al afirmar que se establece para presos políticos y sociales, sobre los cuales recaerá el destierro, a aquellos que internados en otros establecimientos penitenciarios se mostrasen reacios a la disciplina y también a aquellos considerados reclusos perniciosos. Esta ley también era de aplicación a los condenados a prisión mayor por crímenes perpetrados con fines políticos, a los presos preventivos y también a los condenados por delito de rebelión.

## Fallecidos en Tarrafal

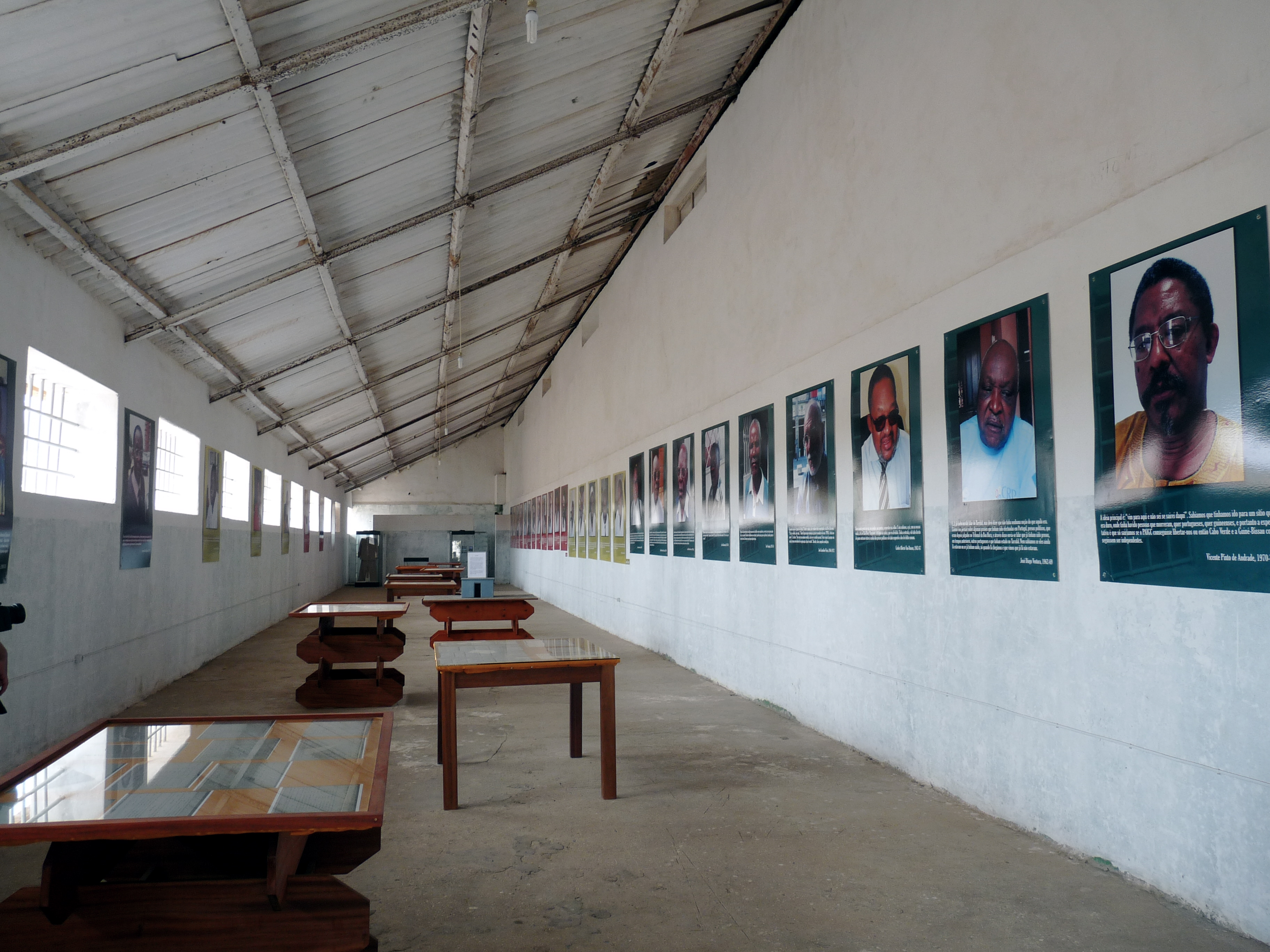
Exposición fotográfica de antiguos prisioneros del campo

Fallecieron 32 prisioneros políticos en Tarrafal; sus cuerpos solo pudieron volver a Portugal después de la Revolución del 25 de Abril:
- Francisco José Pereira: Marinero, 28 años (Lisboa, 1909 - Tarrafal 20 de septiembre de 1937)
- Pedro de Matos Filipe: Descargador, 32 años (Almada, 19 de junio de 1905 - Tarrafal, 20 de septiembre de 1937)
- Francisco Domingues Quintas: Industrial, 48 años (Grijó, Porto, abril de 1889 - Tarrafal, 22 de septiembre de 1937)
- Rafael Tobias Pinto da Silva: Relojero, 26 años (Lisboa, 1911 - Tarrafal 22 de septiembre de 1937)
- Augusto Costa: Operário vidriero (Leiría,? - Tarrafal, 22 de septiembre de 1937)
- Cândido Alves Barja: Marinero, 27 años (Castro Verde, abril de 1910 - Tarrafal, 29 (24?) de septiembre de 1937)
- Abílio Augusto Belchior: Marmolista, 40 años (?, 1897 - Tarrafal, 29 de Outubro de 1937)
- Francisco do Nascimento Esteves: Tornero mecánico, 24 años (Lisboa, 1914 - Tarrafal, 21 (29?) de enero de 1938)
- Arnaldo Simões Januário: Barbero, 41 años (Coímbra, 1897 - Tarrafal, 27 de marzo de 1938)
- Alfredo Caldeira: Pintor decorador, 30 años (Lisboa, 1908 - Tarrafal, 1 de diciembre de 1938)
- Fernando Alcobia: Vendedor de periódicos, 24 años (Lisboa, 1915 - Tarrafal, 19 de diciembre de 1939)
- Jaime da Fonseca e Sousa: Impresor, 38 años (Tondela, 1902 - Tarrafal, 7 de julio de 1940)
- Albino António de Oliveira Coelho: Motorista, 43 años (?, 1897 - Tarrafal, 11 de agosto de 1940)
- Mário dos Santos Castelhano: Oficinista, 44 años (Lisboa, mayo de 1896 - Tarrafal, 12 de octubre de 1936)
- Jacinto de Melo Faria Vilaça: Marinero, 26 años (?, mayo de 1914 - Tarrafal, 3 de enero de 1941)
- Casimiro Júlio Ferreira: Calderero, 32 años (Lisboa, 4 de Fevereiro de 1909 - Tarrafal, 24 de septiembre de 1941)
- Albino António de Oliveira de Carvalho: Comerciante, 57 años (Póvoa do Lanhoso, 1884 - Tarrafal, 22 (23?) de octubre de 1941)
- António Guedes de Oliveira e Silva: Motorista, 40 años (Vila Nova de Gaia, 1 de mayo de 1901 - Tarrafal, 3 de noviembre de 1941)
- Ernesto José Ribeiro: Panadero, 30 años (Lisboa, marzo de 1911 - Tarrafal, 8 de diciembre de 1941)
- João Lopes Dinis: Cantero, 37 años (Sintra, 1904 - Tarrafal, 12 de diciembre de 1941)
- Henrique Vale Domingues Fernandes: Marinero, 28 años (?, agosto de 1913 - Tarrafal, 7 de enero (junio?) de 1942)
- Bento António Gonçalves: Tornero mecánico, 40 años (Fiães do Rio (Montalegre), 2 de marzo de 1902 - Tarrafal, 11 de septiembre de 1942)
- Damásio Martins Pereira: Operario (? - Tarrafal, 11 de noviembre de 1942)
- António de Jesus Branco: Descargador, 36 años (Carregosa, 25 de diciembre de 1906 - Tarrafal, 28 de diciembre de 1942)
- Paulo José Dias: Fogonero, 39 años (Lisboa, 24 de enero de 1904 - Tarrafal, 13 de enero de 1943)
- Joaquim Montes: Operariodel corcho, 30 años (Almada, 11 de septiembre de 1912 - Tarrafal, 14 de febrero de 1943)
- Manuel Alves dos Reis (? - Tarrafal, 11 de junio de 1943)
- Francisco Nascimento Gomes: Conductor, 34 años (Vila Nova de Foz Côa, 28 de agosto de 1909 - Tarrafal, 15 de noviembre de 1943)
- Edmundo Gonçalves: 44 años (Lisboa, febrero de 1900 - Tarrafal, 13 de junio de 1944)
- Manuel Augusto da Costa: Cantero (? - Tarrafal, 3 de junio de 1945)
- Joaquim Marreiros: Marinero, 38 años (Lagos, 1910 - Tarrafal, 3 de noviembre de 1948)
- António Guerra: Empleado de comercio, 35 años (Marinha Grande, 23 de junio de 1913 - Tarrafal, 28 de diciembre de 1948)

## Cierre y reapertura

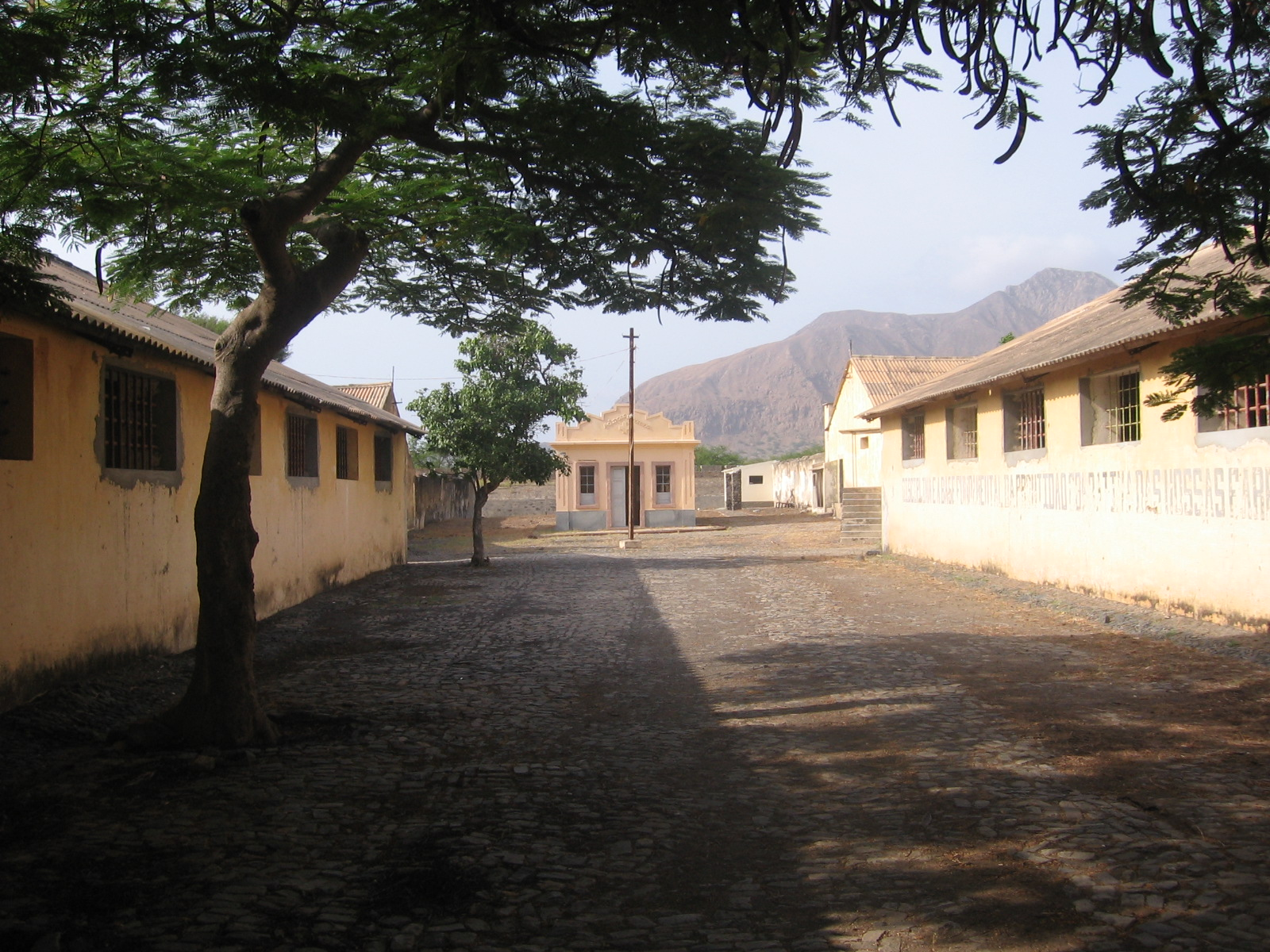
Edificios de las celdas colectivas del Campo de Tarrafal

El Decreto Ley N ° 40675, de 7 de julio de 1956, creó la Colonia Penal de Bié (Angola) y extinguió la Colonia Penal de Cabo Verde (Tarrafal).
Sin embargo, mediante el Decreto Ley N ° 39997, de 29 de diciembre de 1954, firmado por el ministro de Ultramar Sarmento Rodrigues, la reorganización de los servicios penitenciarios aprobada por el Decreto Ley N ° 26643, de 28 de mayo de 1936.
El Decreto n.º 43600, del 14 de abril de 1961, firmado por el ministro de Ultramar Vasco Lopes Alves, implementó el Decreto Ley n.º 39997, del 29 de diciembre de 1954:
- Autorizando la construcción en la isla de Santo Antão (Cabo Verde) de un establecimiento destinado a cumplir con las medidas de protección previstas en el artículo 3 del Decreto Ley N ° 39997, de 29 de diciembre de 1954 (artículo 1. º). El cuerpo del artículo 3 del Decreto Ley N ° 39997, de 29 de diciembre de 1954, establece lo siguiente:

«As penas maiores e as medidas de segurança serão cumpridas nos estabelecimentos especialmente construídos para tal efeito, em conformidade com o disposto no Decreto Lei n.º 26643.» Las principales sanciones y medidas de seguridad se llevarán a cabo en establecimientos especialmente construidos para este fin, de conformidad con las disposiciones de Decreto Ley N° 26643.
- Disponiendo que en cada provincia, y según sea necesario, se podrán establecer establecimientos provisionales a los efectos del Capítulo II del Decreto Ley N ° 39997, de 29 de diciembre de 1954 (artículo 4. º). El capítulo II del Decreto Ley N° 39997, del 29 de diciembre de 1954, tiene el título "De los indios" y establece en su primer artículo (Artículo 8) lo siguiente:

«Os estabelecimentos prisionais privativos dos indígeneas destinam-se à detenção e ao cumprimento da pena de trabalhos púlicos ou de trabalho correcional.» Los establecimientos penitenciarios privados de los indios están destinados detención y cumplir sentencias por obras públicas o trabajo correccional.
- Determinando que incumbe al Ministro de Regulación de Ultramar por decreto, los establecimientos previstos en él (artículo 5. º).

En junio de 1961, el establecimiento de la prisión en la isla de Santo Antão no fue construido.
Mediante la Ordenanza núm. 18539, de 17 de junio de 1961, firmada por el ministro de Ultramar Adriano Moreira en virtud de los artículos 4 y 5 del Decreto N.º 43600, de 14 de abril de 1961, se estableció un campo de trabajo en Chão Bom (Ilha de Santiago, Cabo Verde) que es, según las disposiciones del capítulo II del Decreto Ley N° 39997, del 29 de diciembre de 1954, una colonia penal. Curiosamente, la ordenanza no menciona dónde se encuentra Chão Bom.
El campo de trabajo Chão Bom se puso en funcionamiento donde el Campo do Tarrafal había trabajado anteriormente y estaba destinado a recibir prisioneros de las colonias portuguesas.

## Museo de la Resistencia
El Museo de la Resistencia se integra en el proyecto para preservar y musealizar el antiguo campo de concentración de Tarrafal, con el objetivo a largo plazo de la declaración como Patrimonio de la Humanidad. El Museo de la Resistencia se inauguró en 2000 como una forma de dar dignidad al espacio y los recuerdos de las víctimas. La responsabilidad de su gestión y conservación ha sido asignada al Instituto de Investigación del Patrimonio Cultural (IIPC).

## Películas
- Tarrafal: Memórias do Campo da Morte Lenta, realizado por Diana Andringa (2010)[13][14]
- Há 70 anos, o Tarrafal: Os últimos sobreviventes, escrita y dirigida por Fernanda Paraíso; producción de Take 2000 / RTP[15]